# Championnat du monde junior de hockey sur glace 2014
Navigation
Russie 2013 Canada 2015
Le Championnat du monde junior de hockey sur glace 2014 est la 38e édition de cette compétition de hockey sur glace junior organisée par la Fédération internationale de hockey sur glace (IIHF). Il a lieu du 26 décembre 2013 au 5 janvier 2014 à Malmö en Suède. Les rencontres sont disputées au Malmö Arena et au Malmö Isstadion.
Cinq divisions inférieures sont également disputées indépendamment du groupe élite : la Division IA à Sanok en Pologne (15-21 décembre 2013), la Division IB à Dumfries au Royaume-Uni (9-15 décembre 2013), la Division IIA à Miskolc en Hongrie (15-21 décembre 2013), la Division IIB à Jaca en Espagne (11-17 janvier 2014) et la Division III à Izmir en Turquie (12-18 janvier 2013).

## Division élite

### Tour préliminaire

#### Groupe A
| Clt   | Équipe     | PJ | V | VP | D | DP | BP | BC | Diff | Pts |
| ----- | ---------- | -- | - | -- | - | -- | -- | -- | ---- | --- |
| +001, | Canada     | 4  | 3 | 0  | 0 | 1  | 19 | 12 | +7   | 10  |
| +002, | États-Unis | 4  | 3 | 0  | 1 | 0  | 21 | 7  | +14  | 9   |
| +003, | Tchéquie   | 4  | 1 | 1  | 2 | 0  | 10 | 13 | -3   | 5   |
| +004, | Slovaquie  | 4  | 1 | 0  | 3 | 0  | 16 | 17 | -1   | 3   |
| +005, | Allemagne  | 4  | 1 | 0  | 3 | 0  | 7  | 24 | -17  | 3   |

- Qualifiés pour les quarts de finale

#### Groupe B
| Clt   | Équipe   | PJ | V | VP | D | DP | BP | BC | Diff | Pts |
| ----- | -------- | -- | - | -- | - | -- | -- | -- | ---- | --- |
| +001, | Suède    | 4  | 4 | 0  | 0 | 0  | 22 | 7  | +15  | 12  |
| +002, | Finlande | 4  | 2 | 0  | 1 | 1  | 14 | 10 | +4   | 7   |
| +003, | Russie   | 4  | 2 | 0  | 2 | 0  | 21 | 8  | +13  | 6   |
| +004, | Suisse   | 4  | 1 | 1  | 2 | 0  | 11 | 17 | -6   | 5   |
| +005, | Norvège  | 4  | 0 | 0  | 0 | 0  | 3  | 29 | -26  | 0   |

- Qualifiés pour les quarts de finale

### Tour de relégation
| 2 janvier 2014 | Allemagne | 0-3 (0-0, 0-3, 0-0) | Norvège | Malmö Arena 294 spectateurs |

| 3 janvier 2014 | Norvège | 3-4 (1-2, 2-0, 0-2) | Allemagne | Malmö Isstadion 463 spectateurs |

| 5 janvier 2014 | Allemagne | 3-1 (1-0, 1-0, 1-1) | Norvège | Malmö Isstadion 157 spectateurs |

### Tour final

#### Tableau
|  | Quarts de finale                | Quarts de finale            |                             |                             | Demi-finales                | Demi-finales                |   |  | Finale                      | Finale                      |
|  | Quarts de finale                | Quarts de finale            |                             |                             | Demi-finales                | Demi-finales                |   |  | Finale                      | Finale                      |
|  |                                 |                             |                             |                             |                             |                             |   |  |                             |                             |
|  | 2 janvier 2014, Malmö Arena     | 2 janvier 2014, Malmö Arena |                             |                             | 4 janvier 2014, Malmö Arena | 4 janvier 2014, Malmö Arena |   |  | 5 janvier 2014, Malmö Arena | 5 janvier 2014, Malmö Arena |
|  | 2 janvier 2014, Malmö Arena     | 2 janvier 2014, Malmö Arena |                             |                             | 4 janvier 2014, Malmö Arena | 4 janvier 2014, Malmö Arena |   |  | 5 janvier 2014, Malmö Arena | 5 janvier 2014, Malmö Arena |
|  | Suède                           | 6                           |                             |                             | 4 janvier 2014, Malmö Arena | 4 janvier 2014, Malmö Arena |   |  | 5 janvier 2014, Malmö Arena | 5 janvier 2014, Malmö Arena |
|  | Suède                           | 6                           |                             |                             | 4 janvier 2014, Malmö Arena | 4 janvier 2014, Malmö Arena |   |  | 5 janvier 2014, Malmö Arena | 5 janvier 2014, Malmö Arena |
|  | Slovaquie                       | 0                           |                             |                             | 4 janvier 2014, Malmö Arena | 4 janvier 2014, Malmö Arena |   |  | 5 janvier 2014, Malmö Arena | 5 janvier 2014, Malmö Arena |
|  | Slovaquie                       | 0                           | Suède                       | 2                           |                             |                             |   |  | 5 janvier 2014, Malmö Arena | 5 janvier 2014, Malmö Arena |
|  | 2 janvier 2014, Malmö Isstadion |                             | Suède                       | 2                           |                             |                             |   |  | 5 janvier 2014, Malmö Arena | 5 janvier 2014, Malmö Arena |
|  |                                 | Russie                      | 1                           |                             |                             |                             |   |  | 5 janvier 2014, Malmö Arena | 5 janvier 2014, Malmö Arena |
|  | États-Unis                      | Russie                      | 1                           | 3                           |                             |                             |   |  | 5 janvier 2014, Malmö Arena | 5 janvier 2014, Malmö Arena |
|  | États-Unis                      |                             |                             | 3                           |                             |                             |   |  | 5 janvier 2014, Malmö Arena | 5 janvier 2014, Malmö Arena |
|  | Russie                          | 5                           |                             |                             |                             |                             |   |  | 5 janvier 2014, Malmö Arena | 5 janvier 2014, Malmö Arena |
|  | Russie                          | 5                           | Suède                       | 2                           |                             |                             |   |  |                             |                             |
|  | 2 janvier 2014, Malmö Isstadion |                             | Suède                       | 2                           |                             |                             |   |  |                             |                             |
|  |                                 | Finlande                    | 3                           |                             |                             |                             |   |  |                             |                             |
|  | Canada                          | Finlande                    | 3                           | 4                           |                             |                             |   |  |                             |                             |
|  | Canada                          | 4 janvier 2014, Malmö Arena |                             | 4                           |                             |                             |   |  |                             |                             |
|  | Suisse                          | 1                           |                             |                             |                             |                             |   |  |                             |                             |
|  | Suisse                          | 1                           | Canada                      | 1                           |                             |                             |   |  |                             |                             |
|  | 2 janvier 2014, Malmö Arena     | 2 janvier 2014, Malmö Arena | Canada                      | 1                           | Match pour la 3e place      | Match pour la 3e place      |   |  |                             |                             |
|  | 2 janvier 2014, Malmö Arena     | 2 janvier 2014, Malmö Arena |                             | Finlande                    | Match pour la 3e place      | Match pour la 3e place      | 5 |  |                             |                             |
|  | Finlande                        | 5                           | 5 janvier 2014, Malmö Arena | 5 janvier 2014, Malmö Arena |                             |                             | 5 |  |                             |                             |
|  | Finlande                        | 5                           | 5 janvier 2014, Malmö Arena | 5 janvier 2014, Malmö Arena |                             |                             |   |  |                             |                             |
|  | Rép. tchèque                    | 3                           |                             | Russie                      | 2                           |                             |   |  |                             |                             |
|  | Rép. tchèque                    | 3                           |                             | Russie                      | 2                           |                             |   |  |                             |                             |
|  |                                 |                             |                             |                             |                             |                             |   |  | Canada                      | 1                           |
|  |                                 |                             |                             |                             |                             |                             |   |  | Canada                      | 1                           |

#### Quarts de finale
| 2 janvier 2014 | États-Unis | 3-5 (3-2, 0-2, 0-1) | Russie | Malmö Isstadion 1 876 spectateurs |

| Feuille de match | Feuille de match                                                                                     | Feuille de match                | Feuille de match | Feuille de match                                                   |
| ---------------- | --- | ------------------------------- | --- | ------------------------------------------------------------------ |
|                  | Matteau (Eichel, Skjei) — 8 min 50 s Hartman (Matteau) — 11 min 23 s Kerdiles (Barber) — 16 min 51 s | 0-1 1-1 1-2 2-2 3-2 3-3 3-4 3-5 | Grigorenko (Slepychev) — 6 min 17 s Boutchnevitch (Mironov) — 9 min 11 s Zadorov (Slepychev) — 33 min 15 s (2 SN) Zadorov (Slepychev) — 34 min 16 s (2 SN) Boutchnevitch — 59 min 32 s (CV) | Arbitrage : Jozef Kubus, Marcus Linde Henrik Pihlblad, Joonas Saha |
| Gillies          | Gardiens                                                                                             | Vassilevski                     | | Arbitrage : Jozef Kubus, Marcus Linde Henrik Pihlblad, Joonas Saha |
| 12 min           | Pénalités                                                                                            | 30 min                          | | Arbitrage : Jozef Kubus, Marcus Linde Henrik Pihlblad, Joonas Saha |
| 33               | Tirs                                                                                                 | 25                              | | Arbitrage : Jozef Kubus, Marcus Linde Henrik Pihlblad, Joonas Saha |

| 2 janvier 2014 | Finlande | 5-3 (1-1, 1-2, 3-0) | République tchèque | Malmö Arena 4 085 spectateurs |

| Feuille de match | Feuille de match | Feuille de match                | Feuille de match | Feuille de match                                                     |
| ---------------- | --- | ------------------------------- | --- | -------------------------------------------------------------------- |
|                  | Mäenalanen (Teräväinen, Lindell) — 2 min 54 s J. Ikonen (Kulmala) — 38 min 5 s H. Ikonen (Lehtonen) — 45 min 56 s Kinnunen (Kulmala, J. Ikonen) — 51 min 39 s Mäenalanen (Teräväinen) — 59 min 45 s (CV) | 1-0 1-1 1-2 1-3 2-3 3-3 4-3 5-3 | Simon (Procházka, Pastrňák) — 3 min 39 s Procházka (Vrána, Simon) — 31 min 7 s Faksa (Tomeček, Volek) — 34 min 23 s | Arbitrage : Tobias Bjork, Marc Wiegand Fraser McIntyre, Joris Muller |
| Saros            | Gardiens | Langhamer                       | | Arbitrage : Tobias Bjork, Marc Wiegand Fraser McIntyre, Joris Muller |
| 4 min            | Pénalités | 8 min                           | | Arbitrage : Tobias Bjork, Marc Wiegand Fraser McIntyre, Joris Muller |
| 34               | Tirs | 23                              | | Arbitrage : Tobias Bjork, Marc Wiegand Fraser McIntyre, Joris Muller |

| 2 janvier 2014 | Canada | 4-1 (1-0, 1-1, 2-0) | Suisse | Malmö Isstadion 2 580 spectateurs |

| Feuille de match | Feuille de match                                                                                    | Feuille de match    | Feuille de match                     | Feuille de match                                                           |
| ---------------- | --------------------------------------------------------------------------------------------------- | ------------------- | ------------------------------------ | -------------------------------------------------------------------------- |
|                  | Reinhart — 18 min 8 s Mantha — 29 min 4 s (TP) Lazar (Reinhart) — 44 min 11 s Pouliot — 53 min 49 s | 1-0 2-0 2-1 3-1 4-1 | Dünner (Müller, Fiala) — 39 min 59 s | Arbitrage : Jacob Grumsen, Evgeniy Romasko Peter Sefcik, Rudolf Tosenovjan |
| Fucale           | Gardiens                                                                                            | Nyffeler            |                                      | Arbitrage : Jacob Grumsen, Evgeniy Romasko Peter Sefcik, Rudolf Tosenovjan |
| 10 min           | Pénalités                                                                                           | 6 min               |                                      | Arbitrage : Jacob Grumsen, Evgeniy Romasko Peter Sefcik, Rudolf Tosenovjan |
| 23               | Tirs                                                                                                | 20                  |                                      | Arbitrage : Jacob Grumsen, Evgeniy Romasko Peter Sefcik, Rudolf Tosenovjan |

| 2 janvier 2014 | Suède | 6-0 (2-0, 2-0, 2-0) | Slovaquie | Malmö Arena 10 857 spectateurs |

| Feuille de match | Feuille de match | Feuille de match        | Feuille de match | Feuille de match                                                      |
| ---------------- | --- | ----------------------- | ---------------- | --------------------------------------------------------------------- |
|                  | Wallmark (Sörensen, Arnesson) — 11 min 58 s Lindholm (Forsberg, Olofsson) — 18 min 39 s (SN) Forsberg (Burakovsky, Lindholm) — 21 min 10 s (SN) Wallmark (Sörensen, Forsberg) — 33 min 21 s Forsberg (Lindholm) — 53 min 58 s de la Rose (Lindholm, Burakovsky) — 55 min 19 s (SN) | 1-0 2-0 3-0 4-0 5-0 6-0 |                  | Arbitrage : Timothy Mayer, Devin Piccott Kosaka Kenji, Andreas Kowert |
| Dansk            | Gardiens | Sabol                   |                  | Arbitrage : Timothy Mayer, Devin Piccott Kosaka Kenji, Andreas Kowert |
| 18 min           | Pénalités | 22 min                  |                  | Arbitrage : Timothy Mayer, Devin Piccott Kosaka Kenji, Andreas Kowert |
| 40               | Tirs | 18                      |                  | Arbitrage : Timothy Mayer, Devin Piccott Kosaka Kenji, Andreas Kowert |

#### Demi-finales
| 4 janvier 2014 | Suède | 2-1 (1-0, 0-0, 1-1) | Russie | Malmö Arena 11 725 spectateurs |

| Feuille de match | Feuille de match                                                                    | Feuille de match | Feuille de match                   | Feuille de match                                                    |
| ---------------- | ----------------------------------------------------------------------------------- | ---------------- | ---------------------------------- | ------------------------------------------------------------------- |
|                  | Forsberg (Lindholm) — 19 min 11 s (SN) Sundqvist (Arnesson, Karlsson) — 44 min 55 s | 1-0 2-0 2-1      | Jafiarov (Barabanov) — 46 min 37 s | Arbitrage : Antti Boman, Rene Hradil Benoit Martineau, Joris Muller |
| Dansk            | Gardiens                                                                            | Vassilevski      |                                    | Arbitrage : Antti Boman, Rene Hradil Benoit Martineau, Joris Muller |
| 14 min           | Pénalités                                                                           | 10 min           |                                    | Arbitrage : Antti Boman, Rene Hradil Benoit Martineau, Joris Muller |
| 21               | Tirs                                                                                | 27               |                                    | Arbitrage : Antti Boman, Rene Hradil Benoit Martineau, Joris Muller |

| 4 janvier 2014 | Canada | 1-5 (0-0, 1-3, 0-2) | Finlande | Malmö Arena 11 544 spectateurs |

| Feuille de match | Feuille de match             | Feuille de match        | Feuille de match | Feuille de match                                                          |
| ---------------- | ---------------------------- | ----------------------- | --- | ------------------------------------------------------------------------- |
|                  | Drouin (Lazar) — 31 min 24 s | 0-1 0-2 1-2 1-3 1-4 1-5 | Nikko (Honka) — 24 min 19 s Lehkonen (Mäenalanen, Teräväinen) — 26 min 10 s (SN) Ristolainen (Vainonen, Haapala) — 35 min 36 s Teräväinen — 56 min 48 s (TP) Teräväinen (Pokka) — 59 min 11 s (CV) | Arbitrage : Timothy Mayer, Marc Wiegand Andreas Kowert, Eduard Metalnikov |
| Fucale           | Gardiens                     | Saros                   | | Arbitrage : Timothy Mayer, Marc Wiegand Andreas Kowert, Eduard Metalnikov |
| 30 min           | Pénalités                    | 10 min                  | | Arbitrage : Timothy Mayer, Marc Wiegand Andreas Kowert, Eduard Metalnikov |
| 24               | Tirs                         | 23                      | | Arbitrage : Timothy Mayer, Marc Wiegand Andreas Kowert, Eduard Metalnikov |

#### Match pour la troisième place
| 5 janvier 2014 | Canada | 1-2 (0-2, 0-0, 1-0) | Russie | Malmö Arena 10 713 spectateurs |

| Feuille de match | Feuille de match                       | Feuille de match | Feuille de match                                              | Feuille de match                                                           |
| ---------------- | -------------------------------------- | ---------------- | ------------------------------------------------------------- | -------------------------------------------------------------------------- |
|                  | Morrisey (Hudon, Pelech) — 47 min 10 s | 0-1 0-2 1-2      | Grigorenko — 3 min 35 s (SN) Guimatov (Mironov) — 14 min 38 s | Arbitrage : Tobias Bjork, Timothy Mayer Henrik Pihlblad, Rudolf Tosenovjan |
| Fucale           | Gardiens                               | Vassilevski      |                                                               | Arbitrage : Tobias Bjork, Timothy Mayer Henrik Pihlblad, Rudolf Tosenovjan |
| 10 min           | Pénalités                              | 10 min           |                                                               | Arbitrage : Tobias Bjork, Timothy Mayer Henrik Pihlblad, Rudolf Tosenovjan |
| 31               | Tirs                                   | 32               |                                                               | Arbitrage : Tobias Bjork, Timothy Mayer Henrik Pihlblad, Rudolf Tosenovjan |

#### Finale
| 5 janvier 2014 | Suède | 2-3 (pr) (0-1, 1-1, 1-0, 0-1) | Finlande | Malmö Arena 12 023 spectateurs |

| Feuille de match | Feuille de match                                                                             | Feuille de match    | Feuille de match | Feuille de match                                                      |
| ---------------- | -------------------------------------------------------------------------------------------- | ------------------- | --- | --------------------------------------------------------------------- |
|                  | Wallmark (Bengtsson, Djoos) — 27 min 53 s (SN) Djoos (Wallmark, Collberg) — 50 min 53 s (SN) | 0-1 1-1 1-2 2-2 2-3 | Lindell (Mäenalanen, Teräväinen) — 28 s Mäenalanen (Teräväinen, Lehkonen) — 28 min 38 s Ristolainen (Teräväinen, Vainonen) — 69 min 42 s | Arbitrage : Steve Papp, Daniel Stricker Fraser McIntyre, Peter Sefcik |
| Dansk            | Gardiens                                                                                     | Saros               | | Arbitrage : Steve Papp, Daniel Stricker Fraser McIntyre, Peter Sefcik |
| 4 min            | Pénalités                                                                                    | 12 min              | | Arbitrage : Steve Papp, Daniel Stricker Fraser McIntyre, Peter Sefcik |
| 37               | Tirs                                                                                         | 31                  | | Arbitrage : Steve Papp, Daniel Stricker Fraser McIntyre, Peter Sefcik |

### Classement final
| Place              | Équipe     |
| ------------------ | ---------- |
| Médaille d'or      | Finlande   |
| Médaille d'argent  | Suède      |
| Médaille de bronze | Russie     |
| 4                  | Canada     |
| 5                  | États-Unis |
| 6                  | Tchéquie   |
| 7                  | Suisse     |
| 8                  | Slovaquie  |
| 9                  | Allemagne  |
| 10                 | Norvège    |

La Finlande est sacrée championne et la Norvège est reléguée en Division IA pour 2015.

### Récompenses du tournoi
Meilleur joueur
- Filip Forsberg (Suède)

| Position       | Joueur             | Équipe   |
| -------------- | ------------------ | -------- |
| Gardien de but | Juuse Saros        | Finlande |
| Défenseur      | Rasmus Ristolainen | Finlande |
| Défenseur      | Nikita Zadorov     | Russie   |
| Attaquant      | Filip Forsberg     | Suède    |
| Attaquant      | Teuvo Teräväinen   | Finlande |
| Attaquant      | Anthony Mantha     | Canada   |

Meilleurs joueurs de l'IIHF
- Gardien de but : Oskar Dansk (Suède)
- Défenseur : Rasmus Ristolainen (Finlande)
- Attaquant : Filip Forsberg (Suède)

### Meilleurs pointeurs
| Rang | Joueur             | Pays      | PJ | B | A  | Pts | +/− | Pun |
| ---- | ------------------ | --------- | -- | - | -- | --- | --- | --- |
| 1    | Teuvo Teräväinen   | Finlande  | 7  | 2 | 13 | 15  | +11 | 2   |
| 2    | Filip Forsberg     | Suède     | 7  | 4 | 8  | 12  | +3  | 2   |
| 3    | Saku Mäenalanen    | Finlande  | 7  | 7 | 4  | 11  | +9  | 0   |
| 4    | Anthony Mantha     | Canada    | 7  | 5 | 6  | 11  | +6  | 0   |
| 5    | Martin Reway       | Slovaquie | 5  | 4 | 6  | 10  | 0   | 4   |
| 6    | David Griger       | Slovaquie | 5  | 3 | 7  | 10  | +1  | 0   |
| 7    | Jonathan Drouin    | Canada    | 7  | 3 | 6  | 9   | +5  | 24  |
| 8    | Elias Lindholm     | Suède     | 6  | 2 | 7  | 9   | -1  | 6   |
| 9    | Mikhaïl Grigorenko | Russie    | 7  | 5 | 3  | 8   | +6  | 0   |
| 10   | Milan Kolena       | Slovaquie | 5  | 4 | 4  | 8   | -1  | 6   |
| 11   | Lucas Wallmark     | Suède     | 7  | 3 | 5  | 8   | +5  | 2   |

### Meilleurs gardiens de but
Seuls sont classés les gardiens ayant joué au minimum 40 % du temps de jeu de leur équipe.
| Rang | Joueur             | Pays     | Min          | BC | Moy  | %Arr  | Bl |
| ---- | ------------------ | -------- | ------------ | -- | ---- | ----- | -- |
| 1    | Juuse Saros        | Finlande | 344 min 53 s | 9  | 1,57 | 94,30 | 0  |
| 2    | Andreï Vassilevski | Russie   | 327 min 50 s | 10 | 1,83 | 93,33 | 0  |
| 3    | Oskar Dansk        | Suède    | 369 min 42 s | 11 | 1,79 | 92,86 | 1  |
| 4    | Joachim Svendsen   | Norvège  | 318 min 1 s  | 16 | 3,02 | 91,53 | 1  |
| 5    | Marek Langhamer    | Tchéquie | 243 min 47 s | 12 | 2,95 | 90,62 | 0  |

### Médaillés
| Or Finlande | Ville Husso, Janne Juvonen, Juuse Saros, Julius Honka, Mikko Lehtonen, Esa Lindell, Ville Pokka, Rasmus Ristolainen, Juuse Vainio, Mikko Vainonen, Henrik Haapala, Henri Ikonen, Juuso Ikonen, Saku Kinnunen, Rasmus Kulmala, Artturi Lehkonen, Ville-Valtteri Leskinen, Aleksi Mustonen, Saku Mäenalanen, Joni Nikko, Topi Nättinen, Otto Rauhala, Teuvo Teräväinen Entraîneur :Karri Kivi |

| Argent Suède | Oskar Dansk, Marcus Högberg, Linus Arnesson, Lukas Bengtsson, Christian Djoos, Robert Hägg, Robin Norell, Gustav Olofsson, Jesper Pettersson, André Burakovsky, Sebastian Collberg, Jacob de la Rose, Filip Forsberg, Andreas Johnson, Erik Karlsson, Anton Karlsson, Elias Lindholm, Filip Sandberg, Oskar Sundqvist, Nick Sörensen, Lucas Wallmark, Alexander Wennberg Entraîneur :Rikard Grönborg |

| Bronze Russie | Ivan Nalimov, Igor Oustinski, Andreï Vassilevski, Alekseï Bereglazov, Ilia Lioubouchkine, Kirill Maslov, Andreï Mironov, Nikita Triamkine, Valeri Vassiliev, Nikita Zadorov, Aleksandr Barabanov, Ivan Barbachiov, Pavel Boutchnevitch, Gueorgui Boussarov, Edouard Guimatov, Mikhaïl Grigorenko, Vadim Kholopotov, Viatcheslav Osnovine, Nikolaï Skladnitchenko, Anton Slepychev, Bogdan Iakimov, Damir Jafiarov, Valentin Zykov Entraîneur : Mikhaïl Varnakov |

## DivisionIA
La Division IA a lieu du 15 au 21 décembre 2013 à Sanok en Pologne. Les rencontres sont disputées au Sanok Arena.
| Clt   | Équipe       | PJ | V | VP | D | DP | BP | BC | Diff | Pts |
| ----- | ------------ | -- | - | -- | - | -- | -- | -- | ---- | --- |
| +001, | Danemark     | 5  | 5 | 0  | 0 | 0  | 20 | 10 | +10  | 15  |
| +002, | Lettonie (R) | 5  | 4 | 0  | 1 | 0  | 23 | 7  | +16  | 12  |
| +003, | Biélorussie  | 5  | 3 | 0  | 2 | 0  | 23 | 14 | +9   | 9   |
| +004, | Autriche     | 5  | 2 | 0  | 3 | 0  | 10 | 14 | -4   | 6   |
| +005, | Slovénie     | 5  | 0 | 1  | 4 | 0  | 11 | 28 | -17  | 2   |
| +006, | Pologne (P)  | 5  | 0 | 0  | 4 | 1  | 6  | 20 | -14  | 1   |

- Promu en Division élite en 2015
- Relégué en Division IB en 2015

- Meilleurs joueurs[14],[15] :
  - Meilleur gardien : David Kickert (Autriche)
  - Meilleur défenseur : Janis Jaks (Lettonie)
  - Meilleur attaquant : Oliver Bjorkstrand (Danemark)
  - Meilleur pointeur : Artour Hawrous (Biélorussie), 11 points (5 buts et 6 aides)

## DivisionIB
La Division IB a lieu du 9 au 15 décembre 2013 à Dumfries au Royaume-Uni. Les rencontres sont disputées au Dumfries Ice Bowl. Pour avoir sélectionné Adam Jones, un joueur non-éligible, la Grande-Bretagne est réotractivement disqualifiée et est relégué en Division IIA pour l'édition 2015.
| Clt   | Équipe          | PJ | V | VP | D | DP | BP | BC | Diff | Pts |
| ----- | --------------- | -- | - | -- | - | -- | -- | -- | ---- | --- |
| +001, | Italie          | 5  | 3 | 2  | 0 | 0  | 20 | 14 | +6   | 13  |
| +002, | Kazakhstan      | 5  | 4 | 0  | 1 | 0  | 28 | 16 | +12  | 12  |
| +003, | France (R)      | 5  | 2 | 0  | 1 | 2  | 15 | 16 | -1   | 8   |
| +004, | Ukraine         | 5  | 2 | 0  | 3 | 0  | 11 | 15 | -4   | 6   |
| +005, | Grande-Bretagne | 5  | 1 | 1  | 2 | 1  | 13 | 20 | -7   | 6   |
| +006, | Japon (P)       | 5  | 0 | 0  | 5 | 0  | 17 | 23 | -4   | 0   |

- Promu en Division IA en 2015
- Disqualifié et relégué en Division IIA en 2015

- Meilleurs joueurs[33],[34] :
  - Meilleur gardien : Martin Rabanser (Italie)
  - Meilleur défenseur : Iouri Sergienko (Kazakhstan)
  - Meilleur attaquant : Kirill Savitski (Kazakhstan)
  - Meilleur pointeur : Nikita Mikhaïlis (Kazakhstan), 10 points (6 buts et 4 aides)

## DivisionIIA
La Division IIA a lieu du 15 au 21 décembre 2013 à Miskolc en Hongrie. Les rencontres sont disputées au Miskolc Arena.
| Clt   | Équipe      | PJ | V | VP | D | DP | BP | BC | Diff | Pts |
| ----- | ----------- | -- | - | -- | - | -- | -- | -- | ---- | --- |
| +001, | Hongrie     | 5  | 5 | 0  | 0 | 0  | 34 | 7  | +27  | 15  |
| +002, | Lituanie    | 5  | 3 | 1  | 1 | 0  | 21 | 14 | +7   | 11  |
| +003, | Pays-Bas    | 5  | 3 | 0  | 1 | 1  | 22 | 18 | +4   | 10  |
| +004, | Estonie (P) | 5  | 2 | 0  | 3 | 0  | 11 | 19 | -8   | 6   |
| +005, | Roumanie    | 5  | 1 | 0  | 4 | 0  | 8  | 20 | -12  | 3   |
| +006, | Croatie (R) | 5  | 0 | 0  | 5 | 0  | 8  | 26 | -18  | 0   |

- Promu en Division IB en 2015
- Relégué en Division IIB en 2015

- Meilleurs joueurs[35],[36] :
  - Meilleur gardien : Olivér Ágoston (Hongrie)
  - Meilleur défenseur : Killian van Gorp (Pays-Bas)
  - Meilleur attaquant : Daniel Bogdziul (Lituanie)
  - Meilleur pointeur : Daniel Bogdziul (Lituanie), 15 points (5 buts et 10 aides)

## DivisionIIB
La Division IIB a lieu du 11 au 17 janvier 2014 à Jaca en Espagne. Les rencontres sont disputées au Pabellón de Hielo.
| Clt   | Équipe       | PJ | V | VP | D | DP | BP | BC | Diff | Pts |
| ----- | ------------ | -- | - | -- | - | -- | -- | -- | ---- | --- |
| +001, | Corée du Sud | 5  | 5 | 0  | 0 | 0  | 41 | 12 | +29  | 15  |
| +002, | Espagne (R)  | 5  | 4 | 0  | 1 | 0  | 19 | 11 | +8   | 12  |
| +003, | Serbie       | 5  | 3 | 0  | 2 | 0  | 15 | 15 | 0    | 9   |
| +004, | Australie    | 5  | 1 | 1  | 3 | 0  | 12 | 19 | -7   | 5   |
| +005, | Islande      | 5  | 1 | 0  | 3 | 1  | 20 | 19 | +1   | 4   |
| +006, | Chine (P)    | 5  | 0 | 0  | 5 | 0  | 9  | 40 | -31  | 0   |

- Promu en Division IIA en 2015
- Relégué en Division III en 2015

- Meilleurs joueurs[37],[38] :
  - Meilleur gardien : Ignacio Garcia (Espagne)
  - Meilleur défenseur : Seo Yeong-jun (Corée du Sud)
  - Meilleur attaquant : Alejandro Carbonell (Espagne)
  - Meilleur pointeur : Seo Yeong-jun (Corée du Sud), 16 points (11 buts et 5 aides)

## DivisionIII
La Division III a lieu du 12 au 18 janvier 2014 à Izmir en Turquie. Les rencontres sont disputées au İzmir BB Buz Sporları Salonu.
| Clt   | Équipe                  | PJ | V | VP | D | DP | BP | BC | Diff | Pts |
| ----- | ----------------------- | -- | - | -- | - | -- | -- | -- | ---- | --- |
| +001, | Belgique (R)            | 5  | 5 | 0  | 0 | 0  | 37 | 3  | +34  | 15  |
| +002, | Nouvelle-Zélande        | 5  | 4 | 0  | 1 | 0  | 29 | 6  | +23  | 12  |
| +003, | Mexique                 | 5  | 2 | 1  | 2 | 0  | 16 | 11 | +5   | 8   |
| +004, | Turquie                 | 5  | 2 | 0  | 2 | 1  | 10 | 24 | -14  | 7   |
| +005, | Afrique du Sud (retour) | 5  | 0 | 1  | 4 | 0  | 7  | 26 | -19  | 2   |
| +006, | Bulgarie                | 5  | 0 | 0  | 4 | 1  | 4  | 33 | -29  | 1   |

- Promu en Division IIB en 2015
- Relégué dans le groupe de qualification pour la Division III 2015

- Meilleurs joueurs[39],[40] :
  - Meilleur gardien : Neil Bruyninckx (Belgique)
  - Meilleur défenseur : Frank Neven (Belgique)
  - Meilleur attaquant : Aaron Henderson (Nouvelle-Zélande)
  - Meilleur pointeur : Michael van Egdom (Belgique), 12 points (5 buts et 7 aides)